# Bádminton en los Juegos Asiáticos
El bádminton se jugó por primera vez en los Juegos Asiáticos en su IV edición, en Yakarta 1962.

## Ganadores pasados

### Competición individual
| Año           | Individual masculino                  | Individual masculino | Individual femenino                   | Individual femenino | Dobles masculino                      | Dobles masculino                 | Dobles femenino                       | Dobles femenino                 | Dobles mixto                          | Dobles mixto                    |
| ------------- | ------------------------------------- | -------------------- | ------------------------------------- | ------------------- | ------------------------------------- | -------------------------------- | ------------------------------------- | ------------------------------- | ------------------------------------- | ------------------------------- |
| 2006 detalles | Bandera de Indonesia                  | Taufik Hidayat       | Bandera de Hong Kong                  | Chen Wang           | Bandera de Malasia                    | Kien Keat Koo Boon Heong Tan     | Bandera de la República Popular China | Gao Ling Huang Sui              | Bandera de la República Popular China | Zheng Bo Gao Ling               |
| 2002 detalles | Bandera de Indonesia                  | Taufik Hidayat       | Bandera de la República Popular China | Zhou Mi             | Bandera de Corea del Sur              | Lee Dong Soo Yoo Yong Sung       | Bandera de Corea del Sur              | Ra Kyung Min Lee Kyung Won      | Bandera de Corea del Sur              | Kim Dong Moon Ra Kyung Min      |
| 1998 detalles | Bandera de la República Popular China | Dong Jiong           | Bandera de Japón                      | Yonekura Kanako     | Bandera de Indonesia                  | Ricky Subabja Rexy Mainaky       | Bandera de la República Popular China | Ge Fei Gu Jun                   | Bandera de Corea del Sur              | Kim Dong-moon Ra Kyung-min      |
| 1994 detalles | Bandera de Indonesia                  | Heriyanto Arbi       | Bandera de Corea del Sur              | Bang Soo-Hyun       | Bandera de Indonesia                  | Ricky Subabja Rexy Mainaky       | Bandera de Corea del Sur              | Shim Eun-Jung Jan Hae-Ock       | Bandera de Corea del Sur              | Yong Yong-Sung Chung So-Young   |
| 1990 detalles | Bandera de la República Popular China | Zhao Jianhua         | Bandera de la República Popular China | Tang Jiuhong        | Bandera de la República Popular China | Li Yongbo Tiang Bingyi           | Bandera de la República Popular China | Guan Weizhen Nong Qunhua        | Bandera de Corea del Sur              | Chung Myeon-Hee Park Joo-Bong   |
| 1986 detalles | Bandera de la República Popular China | Zhao Jianhua         | Bandera de la República Popular China | Han Aiping          | Bandera de Corea del Sur              | Park Joo-Bong Kim Moon-Soo       | Bandera de la República Popular China | Lin Ying Guan Weizhen           | Bandera de la República Popular China | Park Joo-Bong Chung Myung-Hee   |
| 1982 detalles | Bandera de la República Popular China | Han Jian             | Bandera de la República Popular China | Zhang Ailing        | Bandera de Indonesia                  | Christian Hadinata Icuk Surigato | Bandera de Corea del Sur              | Hwang Sun-Al Kang Heung-Soook   | Bandera de Indonesia                  | Ivanna Lie Christian Hadinata   |
| 1978 detalles | Bandera de Indonesia                  | Liem Swie King       | Bandera de la República Popular China | Liang Chiusia       | Bandera de Indonesia                  | Christian Hadinata Ade Chandra   | Bandera de Indonesia                  | Verawati Wiharyo Imelda Wigoeno | Bandera de la República Popular China | Ling Changai Hu Tanghsien       |
| 1974 detalles | Bandera de la República Popular China | Hou Chia Chiang      | Bandera de la República Popular China | Chen Yuniang        | Bandera de Indonesia                  | Tjun Tjun Johan Wahyudi          | Bandera de la República Popular China | Liang Chiusia Chen Huitsien     | Bandera de Indonesia                  | Regina Masli Christian Hadinata |
| 1970 detalles | Bandera de Malasia                    | Punoh Gunalan        | Bandera de Japón                      | Hiroe Yuki          | Bandera de Malasia                    | Gunalan Panchacharam Ng Boon Bee | Bandera de Japón                      | Machiko Aizawa Etsuko Takenaka  | Bandera de Malasia                    | Sylvia Ng Ng Boon Bee           |
| 1966 detalles | Bandera de Indonesia                  | Ang Tjin Siang       | Bandera de Japón                      | Noriko Takagi       | Bandera de Indonesia                  | Tan Yee Khan Ng Boon Bee         | Bandera de Indonesia                  | Minarni Minarni Rento Kustijah  | Bandera de Malasia                    | Rosalind Singha Ang The Kew San |
| 1962 detalles | Bandera de Indonesia                  | Tan Joe Hock         | Bandera de Indonesia                  | Minarni Minarni     | Bandera de Malasia                    | Tan Yee Khan Ng Boon Bee         | Bandera de Indonesia                  | Minarni Minarni Rento Kustijah  |                                       |                                 |